# 東光工業 (建設業)
株式会社東光工業（とうこうこうぎょう）は、山口県長門市仙崎堤床に本社を置く建設会社、住宅メーカー。軽量鉄骨による住宅の建築販売のほか、地中熱を生かした住宅換気システム等を扱う。

## 関連会社
- ジオパワーシステム - 地中熱利用換気システムを用いた住宅の研究開発。東光工業の研究部門が独立した会社。